# كابيتال جروب
كابيتال جروب هي شركة خدمات مالية أمريكية. وهي تحتل مرتبة عالية بين أقدم وأكبر منظمات إدارة الاستثمار في العالم، حيث بلغت قيمة الأصول تحت الإدارة 1.87 تريليون دولار. تأسست في لوس أنجلوس، كاليفورنيا عام 1931، وهي شركة خاصة ولها مكاتب في جميع أنحاء العالم في الأمريكتين وآسيا وأستراليا وأوروبا.
تقدم كابيتال عدد من المنتجات، بما في ذلك أكثر من 40 صندوقًا مشتركًا من خلال شركتها الفرعية موزعي الصناديق الأمريكية، بالإضافة إلى الحسابات المدارة بشكل منفصل (أو صناديق الاستثمار الجماعية)، والأسهم الخاصة، والخدمات الاستثمارية للمستثمرين ذوي الملاءة المالية العالية في الولايات المتحدة، ومجموعة من العروض الأخرى للعملاء من المؤسسات والمستثمرين الأفراد على مستوى العالم.

## التاريخ
في عام 1931، أسس جوناثان بيل لوفليس الشركة الاستثمارية، لوفليس، دينيس ورينفرو، والتي أصبحت في نهاية المطاف مجموعة كابيتال جروب. كان لوفليس سابقًا شريكًا في شركة E.E. MacCrone للسمسرة في البورصة، حيث استكشف مفهوم تطوير صندوق مشترك مفتوح العضوية. وفي النهاية، باع حصته في تلك الشركة، قبيل تحطم وول ستريت عام 1929. [بحاجة لمصدر]
في عام 1933، تولت شركة لوفليس إدارة شركة الاستثمار الأمريكية، والتي أطلقها في E.E. MacCrone في عام 1927. خلال العشرين عامًا التالية، تمتعت شركته بنجاح متواضع. مع زيادة شعبية صناديق الاستثمار في الخمسينيات، نمت قائمة الصناديق الاستثمارية في كابيتال. [بحاجة لمصدر]
صندوق الموارد الدولية، الذي أنشئ في عام 1954،  كان أول اختبار لرأس المال للاستثمار الدولي. قبل ذلك بعام، أنشأ لوفليس فريقًا من موظفي الاستثمار الدوليين بناءً على طلب من ابنه جون لوفليس جونيور، وتلا ذلك إنشاء أول مكتب أبحاث خارجي للشركة في جنيف في عام 1962.
في عام 1958، قدم جون لوفليس جونيور نظامًا جديدًا لإدارة صناديق وحسابات الشركة المتبادلة. بدلاً من تعيين محفظة لمدير واحد، قام بتقسيم كل محفظة بين عدة مدراء. يقوم كل مدير بمشاركة الأفكار مع أقرانه ولكن لديه تقدير كامل على قسم من المحفظة. المعروف اليوم باسم نظام رأس المال، فإنه يتجنب ظاهرة إنشاء «نجوم» للمدير الفردي، والذين يمكنهم التأثير على نتائج الصندوق في حال مغادرتهم. في منتصف الستينيات من القرن الماضي، بدأت كابيتال بتضمين محللي الأبحاث في إدارة المحافظ، واحتفظت بجزء من كل منها للسماح للمحللين بمتابعة أفكارهم الاستثمارية الأكثر إدانة.
لقد ساعد النهج طويل المدى الذي اتبعته كابيتال جروب في تجنب بعض المآزق التي ابتليت بها الشركات الأخرى. في أواخر التسعينيات من القرن الماضي، تعرضت الشركة لانتقادات لعدم تقديمها أموالًا تقنية شعبية في ذلك الوقت. ولكن عندما انفجرت فقاعة التكنولوجيا، تم الثناء على كابيتال لعدم القفز على العربة. كابيتال جروب مساهم في بي إيه إي سيستمز ولوكهيد مارتن.
عمل زوج رئيسة الوزراء البريطانية تيريزا ماي، فيليب ماي كمدير علاقات مع مجموعة كابيتال جروب.

## مكاتب
توظف مجموعة كابيتال جروب أكثر من 7500 شركة زميلة في جميع أنحاء العالم. تشمل مواقع أمريكا الشمالية أتلانتا، لوس أنجلوس، سان أنطونيو، إنديانابوليس، نيويورك، سان فرانسيسكو، تورنتو وواشنطن العاصمة. كجزء من خطط التوسع في أوروبا، أنشأت كابيتال جروب وجودًا في فرانكفورت ومدريد وميلانو وزيوريخ، مما زاد من مكاتب في جنيف ولندن ولوكسمبورغ. وتشمل مكاتبها في آسيا بكين وهونج كونج ومومباي وسنغافورة وطوكيو. تتمتع كابيتال جروب أيضًا بوجود متزايد في سيدني  ومكتب للأسهم الخاصة في ساو باولو.

## روابط خارجية
- موقع مجموعة العاصمة